# Personnages de Final Fantasy VI

Personnages de Final Fantasy VI, jeu vidéo développé par Square, et sorti en 1994 sur Super Nintendo.
Les personnages sont créés par Yoshitaka Amano, Tetsuya Nomura et Kaori Tanaka.

## Personnages principaux jouables

### Terra Branford
Pour les articles homonymes, voir Branford.
Terra Branford (ティナ・ブランフォード, Tina Branford) est le premier personnage contrôlé dans le jeu. Semi-humaine et semi-chimère, cette jeune femme est contrôlée par l'Empire gestahlien depuis qu'elle a été enlevée toute bébé à ses parents.
Initialement équipée d'un dispositif de contrôle cérébral, elle est envoyée en mission à Narshe. Elle se retrouve libérée accidentellement à la suite de la mort des soldats qui l’accompagnaient, tués par une chimère emprisonnée dans la glace. Elle est alors secourue par un groupe de résistants qui s'intéressent à ses pouvoirs. Ignorant tout de son passé, Terra se pose beaucoup de questions : pourquoi est-elle la seule à savoir contrôler la magie, et pourquoi est-elle recherchée avec autant d'insistance par l'empire de Gestahl ? Cet état totalitaire animé de velléités expansionnistes convoite en effet le pouvoir de Terra à des fins destructrices. Ballottée entre son passé et ceux qui s'intéressent désormais à son pouvoir, elle adopte une attitude défensive, un peu passive, face aux événements. Au contact des orphelins de Mobliz, elle retrouve la capacité humaine d'aimer.
Née d'un père chimère, Maduin, et d'une mère humaine, Madeleine, Terra acquiert au cours du jeu la capacité de se métamorphoser temporairement en chimère : elle devient alors une créature humanoïde entourée d'une aura de lumière, et ses pouvoirs magiques sont décuplés.
Le thème musical de Terra est celui de la carte dans le Monde de la Balance, à l'exception du Veldt qui possède sa propre musique. Un arrangement de ce thème, nommé Awakening (le réveil) est fréquemment utilisé pour les scènes plus calmes et mélancoliques de Terra. Un autre arrangement est joué lors de la scène de crédits du début du jeu. Enfin, comme les thèmes des autres personnages jouables, le thème de Terra a été réorchestré pour la scène de fin du jeu.

### Locke Cole
Locke Cole (ロック・コール, Lock Cole) est un voleur qui n'aime pas qu'on le qualifie comme tel ; il préfère le terme euphémique de « chasseur de trésors », bien qu'il soit un pickpocket surentraîné. Il est à la recherche d'artefacts du passé. Il est rapide et est très utile pour subtiliser des potions, de l'équipement, voire les vêtements des ennemis ! C'est le second personnage contrôlé par le joueur, mais, tout comme Terra, il n'est pas indispensable pour finir le jeu.
La mort de sa bien-aimée Rachel a marqué sa vie de manière irrémédiable ; se sentant coupable de n'avoir pas su la protéger, il fait tout pour éviter que ses compagnons subissent le même sort. Il partage désormais ses occupations entre voler au secours des demoiselles en détresse, et parcourir le monde à la recherche d'un artefact mythique, la Magilithe Phoenix, dont on prétend qu'il pourrait faire revivre les morts. Il éprouve un attachement immédiat pour Celes Chere, qui lui rappelle son amour perdu.
Le thème musical de Locke est joué à des moments importants concernant ce personnage, notamment sa première apparition au début du jeu. Un arrangement plus mélancolique de ce thème, Forever Rachel (Rachel pour toujours), est entendu pendant les scènes concernant Rachel.
En combats, sa commande spéciale est Voler. Elle lui permet de récupérer des objets auprès des ennemis. L'accessoire Gant de brigand fait évoluer cette commande en Piller, ce qui lui permet simultanément de frapper en volant.

### Edgar Roni Figaro
Edgar Roni Figaro (エドガー・ロニ・フィガロ, Edgar Roni Figaro) est le roi de Figaro et le frère jumeau de Sabin, bien que ce dernier le qualifie de frère aîné. Il fait mine d'être du côté de l'empire mais fait partie en réalité d'un mouvement de résistance qui se prépare à une révolution prochaine. Il est plein d'humour, loyal, et privilégie le bon sens. C'est aussi un expert en mécanique, un peu vantard et fanfaron, il se considère comme un gentilhomme, mais passe plutôt pour un obsédé sexuel.
En combat, sa commande spéciale est Machines. Elle lui permet de faire appel à une grande variété de machines allant de l'arbalète à la tronçonneuse; certaines de ces armes engendrent des altérations d'état telles que Folie ou Poison.

### Sabin Rene Figaro
Sabin Rene Figaro (マッシュ・レネ・フィガロ, Mash Rene Figaro), frère jumeau d'Edgar, partit du château de Figaro alors qu'il était jeune et s'adonna à sa passion pour les arts martiaux avec son mentor, Duncan. Un épisode marquant de son passé est la manière dont a été décidé la succession au trône: son frère et lui tirèrent à pile ou face qui aurait la liberté, et qui serait forcé de tenir le rôle de souverain d'un royaume soumis à une puissance étrangère.
Sabin correspond au type de combattant « moine » : il se bat à mains nues ou avec griffes métalliques, et est légèrement équipé. Son talent est impressionnant et sa spécialité se nomme Jujitsu : des mouvements spéciaux lancés par une combinaison de touches et de mouvements de la manette.
Il ne supporte pas les responsabilités et préfère sa liberté à n'importe quelle couronne ou prestige. Malgré son côté « ours », il reste toujours un compagnon agréable doté d'un véritable sens de l'amitié; il n'est pas aussi éduqué que son frère, mais il déborde d'une énergie et d'une bonne humeur phénoménales.
Edgar et Sabin partagent le même thème musical, celui du Château de Figaro. Un arrangement plus mélancolique de ce thème a été réalisé. Il se nomme Coin Song (la chanson de la pièce de monnaie) et on l'entend pendant le flashback facultatif qui montre comment la succession d'Edgar à la tête du trône de Figaro a été décidée par un lancer de pièce.

### Celes Chere
Celes Chere (セリス・シェール, Celes Chere), jeune femme blonde à l'attitude un peu froide, est un des trois généraux de l'armée de l'Empereur Gestahl. Dans la version japonaise du jeu, sa classe de personnage est appelée « Chevalier de rune ».
Révoltée par les méthodes de l'Empire, et surtout du général Kefka Palazzo qui est à l'origine de l'empoisonnement du château de Doma, elle se rebelle contre celui-ci et finit emprisonnée dans un cachot de la ville occupée South Figaro pour y être exécutée. Elle est libérée par Locke Cole, alors en mission d'infiltration, et rejoint ainsi la Résistance. Par la suite, malgré les soupçons de certains de ses nouveaux alliés, que Kefka ne manquera pas d'attiser, elle vouera une fidélité sans faille à leur cause.
Deux scènes mémorables, assez émouvantes, sont entièrement dédiées à ce personnage. La première est celle de l'opéra, où, afin d'attirer Setzer Gabbiani, l'ancien général prend la place d'une diva et interprète le personnage de Maria qui chante son amour indéfectible pour son fiancé disparu à la guerre. La scène finit par être interrompue par un combat, et Locke se retrouve à remplacer au pied levé l'acteur jouant le fiancé de Maria.
L'autre scène est celle de la falaise, dont la mise en scène fait écho à celle de la précédente : Après la mort de Cid et désespérée car se croyant désormais seule au monde, Celes se jette dans le vide. Elle échappe à la mort et, retrouvant le bandana de Locke attaché comme un bandage autour de l'aile d'un oiseau, elle reprend espoir et décide de partir à la recherche d'éventuels survivants.
Celes est, à l'instar de Terra Branford, un personnage clef du jeu. Les deux jeunes femmes sont dans un premier temps les seules à maîtriser la magie, dans un monde où cet art est pourtant oublié depuis bien longtemps. Mais si les dons de Terra sont naturels et hérités de son père chimère, ceux de Celes sont artificiels : elle les a acquis à la suite d'expériences scientifiques menées sur elle par le docteur Cid alors qu'elle était encore enfant. Ce dernier l'a élevée et elle le voit comme son grand-père.
Le rôle important de Celes dans l'histoire tient également au fait que c'est par ses yeux que le joueur commence à découvrir le Monde des Ruines : après la dislocation des continents, elle se réveille dans une cabane avec Cid. Il lui explique qu'elle a été dans le coma pendant un an et elle pense dans un premier temps que Cid et elle sont maintenant seuls au monde. S'ensuit alors un passage où Cid est souffrant et où elle doit le nourrir avec du poisson : si elle échoue, il meurt et elle tente de se suicider (voir plus haut), si elle réussit, Cid se rétablit et lui donne le radeau qu'il a construit pendant l'année passée pour partir de l'île sur laquelle ils se trouvent.
En combat, la capacité spéciale de Celes est Lame égide : son épée peut absorber les attaques magiques des ennemis pour les annuler et redonner un peu de Points de Magie à Celes.
Le thème musical de Celes peut être entendu lors de certaines scènes où elle occupe un rôle central, comme la scène de sa tentative de suicide. La musique Aria di mezzo carattere, que Celes interprète à l'opéra, n'est autre qu'un arrangement de son propre thème. Un autre morceau, The Dark World, le thème de la carte du monde au début du Monde des Ruines, ressemble à l'introduction du thème de Celes. Cela pourrait référer au fait que Celes est dans un premier temps le seul personnage disponible dans le Monde des Ruines.

### Setzer Gabbiani
Setzer Gabbiani (セッツァー・ギャッビアーニ, Setzer Gabbiani), dilettante par excellence, joueur invétéré et épris de liberté, aime les voyages, les grands espaces et l'opéra. Il voue d'ailleurs une passion peu commune à Maria, une chanteuse d'opéra. Celes Chere se servira de sa ressemblance avec celle-ci pour le convaincre de prêter au groupe son aéronef, Setzer étant le seul possesseur de ce genre d'engin. Finalement, c'est un personnage dévoué, prêt à sacrifier ce qu'il possède et sa vie pour défaire l'empire.
Son visage couvert de cicatrices en cache une autre, plus profondément enfouie. Il a dû faire creuser un tombeau pour la femme qu'il aimait, Daryl, disparue dans un accident d'aéronef, alors qu'elle tentait de battre un record de vitesse.
Setzer est un personnage important car il permet aux héros de passer à la vitesse supérieure en les dotant d'un aéronef.
Dans le Monde des Ruines, il est l'un des seuls personnages qu'il est obligatoire de reprendre dans l'équipe pour affronter Kefka. Les autres le rencontrent dans l'auberge de Kohlingen où il est abattu et leur dit qu'il abandonne la lutte. Mais Celes lui tient un discours d'espoir et il change d'avis, retrouvant sa volonté de se battre. Les mots de Celes ont également atteint d'autres personnes présentes dans l'auberge.
En combat, la capacité spéciale de Setzer est Jackpot : comme dans un bandit manchot, des icônes défilent sur trois roues et si toutes les roues s'arrêtent sur la même icône, une attaque spéciale se déclenche. L'accessoire Pendentif zeni transforme cette commande en Dilapider, ce qu'il lui permet de faire des dégâts en sacrifiant des gils. Les armes de Setzer sont hors du commun par rapport à celles de ses camarades. Il peut se servir de certaines lames, mais il dispose pour lui seul de cartes et de fléchettes.
Le thème musical de Setzer est fréquemment entendu car il est joué à l'intérieur des deux aéronefs dont les héros se servent pour voyager. On l'entend pour la première fois lors de l'introduction du personnage de Setzer. Une orchestration plus douce de ce thème, nommée Epitaph, est jouée lorsque Setzer se souvient de Daryl.

### Shadow
Shadow (シャドウ, Shadow), de son vrai nom Clyde, est un mercenaire, et Vengeur est son chien fort agressif. Il est rencontré de nombreuses fois dans le récit. Dans la version japonaise du jeu, sa classe de personnage est appelée « Assassin ». Sa tenue est celle d'un ninja qui étaient des assassins dans le Japon médiéval, et comme eux, il utilise des shurikens.
À la fin du premier monde lorsque le Continent flottant se disloque, le joueur peut choisir de sauver Shadow en l'attendant jusque dans les quatre dernières secondes, plutôt que de sauter immédiatement à bord du vaisseau volant. S'il est sauvé, on retrouvera un Shadow blessé et évanoui après avoir combattu un Super Behemoth dans la grotte du Veldt, après quoi il récupère à Thamasa et peut finalement rejoindre définitivement le groupe si le joueur combat un Striker au Colisée et le bat. Si Shadow n'est pas trouvé, c'est Relm que l'on trouvera dans la grotte du Veldt. Shadow ne devait pas survivre au continent flottant au début du jeu, mais les programmeurs ont modifié ultérieurement cela, bien qu'ils aient oublié quelques dialogues à modifier, ce qui explique quelques « elle » concernant Shadow dans les dialogues.
Si Shadow est dans le groupe lors des phases de sommeil, dans une auberge ou dans certains lits précis, il y a une faible chance pour qu'il rêve de l'un des quatre évènements de son existence, celle d'avant qu'il ne devienne Shadow, l'Ombre. Après son sauvetage dans la caverne du Veldt, il fera le cinquième et dernier rêve. Si en revanche il est tué sur le continent flottant, c'est Relm qui fera ce rêve.
Ses rêves narrent l'histoire des voleurs Baram et Clyde. Après un vol réussi, Baram suggère Shadow comme nom pour le duo. Dans un autre rêve, Baram est apparemment grièvement blessé et demande à Clyde de l'achever, mais Clyde s'enfuit. Il rejoint Thamasa où une femme inconnue l'invite à rester à ses côtés. Accompagné par un chien, on le voit quitter la maison où Strago Magus et Relm Arrowny vivent.
Shadow a des points communs avec Relm. D'abord, ce sont les deux seuls personnages pouvant équiper le Memento Ring dont la description est « une mère décédée protège de son amour des attaques magiques mortelles ». Ensuite, seuls eux deux sont aimés par Vengeur. Ce qui, ajouté aux rêves de Shadow, donne un fort faisceau de présomptions conduisant à penser que Shadow est Clyde, le père de Relm.
Sa compétence spéciale, Lancer, lui permet de projeter des shurikens, des jutsu de ninja, ou des armes et provoque des dégâts particulièrement importants car cette attaque traverse le bouclier de l'ennemi.
Le thème de Shadow est une musique mélancolique de style western. On l'entend notamment dans le café de South Figaro où les héros le rencontrent pour la première fois, et lors du combat contre lui dans le Colisée, qui permet de le récupérer dans l'équipe.

### Cyan Garamonde
Cyan Garamonde (カイエン・ガラモンド, Cayenne Garamonde) est un chevalier vétéran, protecteur du roi de Doma, une nation en guerre contre l'Empire gestahlien. Dans la version japonaise du jeu, sa classe de personnage est appelée « Samouraï ».
C'est un homme d'honneur, loyal et un peu formel, en particulier dans sa façon de parler. Il est néanmoins très respecté dans le royaume de Doma où il vit avec sa femme Elaine et son fils Owain. Cyan est un des rares rescapés du jour où Kefka fait empoisonner les eaux de Doma pour mettre fin au siège du château. Il rejoint les rangs des Résistants après sa rencontre avec Sabin, mais reste néanmoins 
longtemps hanté par le désastre de Doma.
Dans le Monde des Ruines, Cyan a beaucoup voyagé, et beaucoup d'habitants des villes se souviennent de lui à cause de sa façon de parler. Il s'est ensuite retiré au Mont Zozo où il s'est installé dans une caverne. De là, il envoie des lettres et des fleurs à Lola, habitante de Maranda, en se faisant passer pour son petit ami en réalité décédé. Si le joueur choisit de récupérer Cyan dans le cadre d'une quête annexe, il arrive au moment où Cyan compte dire la vérité à Lola.
Il existe une autre quête annexe consistant à dormir dans le château de Doma avec Cyan. Des sortes de démons du sommeil envahissent son esprit. Les membres du groupe qui étaient avec lui à ce moment-là traversent plusieurs péripéties pour le retrouver. À la fin, sa femme et son fils lui apparaissent et lui disent d'être fort, ce qui lui permet de guérir en grande partie la douleur causée par le massacre de Doma.
Sa compétence spéciale, Bushido, lui permet d'utiliser des techniques de sabres dont l'efficacité varie selon le temps de préparation.
Le thème musical de Cyan est joué lors de certaines scènes clés de ce personnage, et c'est également la musique du Château de Doma.

### Gau
Pour les articles homonymes, voir Gau.
Gau (ガウ, Gau) est un enfant sauvage vivant dans le Veldt. Il rencontre Sabin et Cyan alors qu'ils dérivent sur la rivière qui passe par les terres sauvages. Après quelques péripéties, il les rejoint et se rend à Narshe avec eux. S'il dialogue avec des habitants des villes, le joueur peut deviner que Gau a été abandonné par son père à sa naissance, car sa mère est morte pendant l'accouchement et son père, devenu fou, a considéré l'enfant comme un démon.
Sabin et Cyan semblent être les personnages avec qui Gau a le plus de liens. Dans le Monde des Ruines, Cyan le rencontre, mais ils ne voyagent pas ensemble dans un premier temps. Le joueur doit se rendre sur le Veldt pour récupérer Gau.
Il existe également une scène cachée dans le Monde des Ruines. Le joueur doit prendre Gau et Sabin dans son équipe et se rendre dans la maison d'un vieil homme légèrement fou qui prend les visiteurs pour des réparateurs. Sabin est convaincu que cet homme est le père de Gau. S'ensuit un passage plutôt comique où l'ensemble des héros apprennent les bonnes manières à Gau et lui achètent des habits pour qu'il soit présentable face à son père. Finalement, le père de Gau semble définitivement avoir perdu l'esprit. Il parle de ses rêves d'un "enfant démon" qu'il a abandonné sur le Veldt mais n'a pas l'air de se souvenir qu'il a un fils. Malgré tout, Gau est ému et heureux de savoir son père en vie.
En combat, Gau est capable d'imiter les attaques des monstres qu'il a rencontré sur le Veldt grâce à sa capacité Frénésie. Sur le Veldt uniquement, il a une autre capacité nommée Plongeon qui lui fait temporairement quitter le groupe, mais le fait revenir avec de nouvelles capacités apprises auprès des ennemis.
Le thème musical de Gau est une mélodie très douce qui contraste avec son caractère sauvage et impulsif. Ce décalage a conduit certains fans à confondre le thème de Gau avec la musique du Veldt. Le thème de Gau peut être entendu lors de sa première apparition et lors de sa rencontre avec son père.

### Mog
Mog (モグ, Mog) est un membre de l'espèce du même nom, qui vit avec l'ensemble de ses congénères dans les mines de Narshe. Il a la particularité de savoir parler la langue des êtres humains. Sa capacité spéciale, Dancer, lui permet d'exécuter des danses aux effets variés: attaque, regain de HP… Il apprend de nouvelles danses en combattant sur différents types de terrains. Hormis le combat où il faut sauver Terra, Mog est un personnage facultatif.
Le thème musical de Mog est joué dans la caverne des mines de Narshe où il habite avec ses congénères.

### Strago Magus
Strago Magus (ストラゴス・マゴス, Stragus Magus) est un magicien âgé vivant dans le village de Thamasa. Il fait partie des descendants des Mages Guerriers ayant combattu pendant la Guerre des Magi. Dans la version japonaise du jeu, sa classe de personnage est appelée « Mage bleu ».
Sa capacité est comme dans le volet précédent, en tant que mage bleu, de pouvoir apprendre certaines magies qui lui sont lancées.
Le thème musical de Strago est celui du village de Thamasa.

### Relm Arrowny
Relm Arrowny (リルム・アローニィ, Relm Arrowny) est une jeune artiste de dix ans originaire du village de Thamasa. Strago Magus est son grand-père adoptif. Dans la version japonaise du jeu, sa classe de personnage est appelée « Pictomancienne ». Grâce à sa capacité, Peindre, elle peut peindre une réplique de l'ennemi qui lance une attaque au hasard. L'accessoire Fausse moustache transforme cette commande en Manipuler, ce qui lui permet de contrôler l'ennemi et de choisir parmi les commandes qu'il a à sa disposition.
Le thème musical de Relm est joué à différents moments où elle joue un rôle important, comme sa première apparition ou son intervention dans le troisième combat contre Orthros. Dans le Monde des Ruines, cette musique peut être entendue en permanence dans la salle où le joueur récupère Relm dans son équipe, dans la maison d'Owzer.

### Gogo
Gogo (ゴゴ, Gogo) est un personnage mystérieux vêtu d'habits multicolores et adepte de l'art du mime ; son identité est totalement inconnue. Il (ou elle) est un des deux personnages jouables secrets du jeu.
Gogo habite dans le deuxième monde à l'intérieur même de l'estomac d'un monstre appelé Glouton. Si le joueur parvient à le trouver, Gogo accepte de rejoindre son équipe. Pendant les combats, Gogo a la capacité unique de « mimer » les actions des autres personnages. Le joueur peut également lui assigner via le menu trois commandes de combats différentes.
Un personnage du même nom apparaît par ailleurs dans Final Fantasy V en tant que boss. Cette version de Gogo possède la même tenue vestimentaire et les mêmes compétences, mais sa personnalité est plus extravagante.
Le thème musical de Gogo est joué dans tout le niveau constitué par l'intérieur du monstre Glouton.

### Umaro
Umaro (ウーマロ, Ūmaro) est un « homme des neiges » vivant au fond des mines de Narshe. Il est l'un des deux personnages jouables secrets du jeu.
Umaro peut être aperçu brièvement dans les mines tôt dans le jeu, mais le joueur ne le rencontre réellement que dans le deuxième monde du jeu. Si Mog est présent, Umaro accepte de rejoindre le groupe. Contrairement aux autres personnages jouables, Umaro ne peut ni utiliser d'Espers ni s'équiper d'armes ou armures, à l'exception de ses deux pièces d'équipements initiales. En outre, le joueur ne peut pas contrôler ses actions pendant les combats, bien qu'il puisse modifier sa palette d'actions en l'équipant de certains accessoires.
On peut entendre le thème musical d'Umaro dans la caverne de Narshe où il a élu domicile.

## Antagonistes

### Gestahl
Bien que ses motivations ne soient pas vraiment explicitées, l'Empereur Gestahl semble principalement guidé par sa soif de pouvoir. Il s'intéresse en particulier à la magie, aux chimères et aux Trois Déesses qui les ont créés.
Lors d'une première tentative d'invasion du monde des chimères, il recueille Terra Branford encore bébé, dans le but d'en faire une arme de guerre. Plusieurs chimères sont alors capturés et utilisés pour des expériences.
La deuxième tentative, 20 ans plus tard, se solde par la destruction de Vector, capitale de l'Empire, mais toutes les chimères restantes finissent néanmoins par être capturées.
S'ensuit un cataclysme au cours duquel le Continent Flottant abritant les déesses pétrifiées apparaît. Au moment où il pensait pouvoir s'emparer de leur pouvoir, Gesthal finit assassiné par son subordonné Kefka Palazzo.

### Kefka Palazzo
Kefka Palazzo (ケフカ パラッツォ, Kefuka Parattso?, orthographié Cefca dans certains supports japonais) est le principal antagoniste de Final Fantasy VI. 
Selon la rumeur, il aurait été le premier à expérimenter une infusion techno-magique, sous la supervision du scientifique Cid. Le procédé encore expérimental fut un échec partiel, même si Kefka obtint une habileté supérieure à la moyenne d'utiliser la magie, cela détruisit sa santé mentale, et il devint misanthrope et nihiliste. Il est le bras droit direct de l'empereur Gestahl, dont il exécute les ordres avec un zèle quasi fanatique. Il est également connu pour sa lâcheté, puisqu'il fuit la plupart des combats dans le jeu, ou utilise des illusions et/ou des soldats impériaux pour combattre.
Kekfa est le possesseur de la couronne d'esclavage utilisée pour contrôler Terra, et il mène l'attaque contre Narshe, pour la possession de la chimère Tritoch. On le voit également dans l'usine Magitech, où il maltraite des chimères agonisantes et privées de leurs pouvoirs. Il reste également tristement célèbre pour l'acte le plus vil commis pendant la guerre, l'empoisonnement du Château de Doma, tuant toute la population ainsi qu'une partie de ses propres soldats, violant ainsi les ordres du général Leo.
Kefka est ensuite emprisonné par Gestahl, pour crimes de guerre, mais en vérité il s'agit d'une ruse afin de gagner la confiance des résistants. Gestahl enverra ainsi Kefka s'approprier les chimères isolées à proximité de Thamasa. Utilisant les pouvoirs ainsi acquis, il libère le continent flottant. Lors de l'affrontement sur le continent, Kefka paralyse le groupe de héros (à l'exception de Celes) avec le pouvoir des statues divines, source de la magie dans le monde. Demandant à Celes de tuer ses amis pour prouver sa loyauté à l'Empire, il se fera poignarder par cette dernière. Blessé et enragé, Kefka ignore les avertissements de l'empereur et invoque les déesses afin de détruire le petit groupe de résistants. Gestahl, effrayé tente de le calmer, mais il ignore les ordres; s'ensuit un duel où l'empereur tente de tuer Kefka, craignant le pouvoir des déesses. Protégé par le champ magique généré par les trois déesses, Kefka, intouchable, commande aux statues de tuer l'empereur. Il déplace ensuite les statues, brisant l'équilibre qui les liait. La magie brute libérée est suffisamment énorme pour changer la face du monde.
Kefka utilise le pouvoir des déesses, afin d'ériger une tour massive avec les débris environnant, qui lui sert de refuge, d'où il peut désintégrer ceux qui refusent de l'adorer en divinité avec sa lumière du jugement. De nombreuses villes en seront victimes à travers le monde. Un culte de Kefka est même présent, dont les membres errent à l'état de zombie sans âme (probablement par crainte de Kefka ou manque de but dans un monde en déclin, comme Strago).
Ce qu'il reste du monde décline lentement, la plupart des populations perdant espoir devant la disparition de la faune ainsi que le déclin de la flore. Finalement confronté aux résistants, Kefka dévoile la profondeur de son insanité, expliquant que la vie est insignifiante et que la vie des mortels n'a aucun but. De facto, son nouveau but est de détruire toute vie sur la planète. Lorsque le petit groupe de héros contredit ses paroles par des exemples de leur vie, Kekfa lance, de rage, le rayon de jugement sur la planète, avant que le groupe attaque. La confrontation qui s'ensuit est la bataille finale de Final Fantasy 6, rendue célèbre par la musique "Dancing Mad" (La danse folle) et par son déroulement.
Kefka possède une grande popularité parmi les fans de la série Final Fantasy. Son personnage, comique dans son apparence, mais effrayant dans ses intentions, est considéré comme original et innovant par rapport aux autres vilains des séries de jeux vidéo. La plupart des vilains de jeux vidéo agissent de façon distante, monstrueuse et sont des figures d'ombres, qui possèdent une personnalité autocratique, tyrannique et cruelle. Kefka au contraire, est forcé de comploter et de manipuler, passant par certaines difficultés, pour obtenir son pouvoir, et démontre son intelligence et son machiavélisme. Ses traits les plus prononcés restent cependant sa folie et son sens de l'humour noir. Son comportement ainsi que ses actions diffèrent grandement de ce qui était la "norme" des méchants de jeux vidéo, engendrant un Kefka avec une personnalité unique qui lui a valu à la fois de l'admiration de la part de certains et une haine certaine chez les autres. Bien qu'il ne soit pas aussi connu que les méchants plus récents comme Sephiroth ou Kuja, Kefka reste un des préférés des joueurs, surtout pour les fans des Final Fantasy en 2D. Il est amusant de remarquer qu'à l'opposé de Kuja ou de Sephiroth, Kefka réussit là où ils échouent, c’est-à-dire devenir une divinité et régner sur le monde.
Kefka possède un signe bien particulier, c’est-à-dire son rire sournois à chacune de ses apparitions souvent accompagnées de son thème musical.
C'est le 2e personnage à posséder une tonalité propre à lui-même dans les Final Fantasy en 2D, l'autre étant le Seigneur Exdeath, le big boss de Final Fantasy V.
À noter que les noms de ces deux principaux antagonistes sont directement dérivés de Kurt Koffka, un célèbre psychologue allemand partisan de la Psychologie de la forme (Gestaltpsychologie en allemand)[réf. nécessaire].

## Personnages secondaires

### Leo Christophe
Valeureux général de l'empereur Gesthal et très aimé de ses hommes, il s'oppose fermement aux sombres activités de son « collègue » Kefka Palazzo. Cependant, il a envers l'empereur une loyauté sans faille, et croit à ses promesses de paix.
Il est assassiné au village de Thamasa par Kefka, qui lui révèle qu'il a été trompé et utilisé par l'empereur pour ses sombres desseins. Bien qu'il apparaisse assez peu, Leo est un personnage intéressant tiraillé entre le Bien et le Mal, qui sombre dans un profond désespoir en apprenant que les valeurs qu'il croyait défendre n'étaient qu'un écran de fumée. Il a par ailleurs une conversation avec Terra au sujet de l'amour. L'héroïne se pose des questions sur ce sentiment pendant tout le jeu et le comprend enfin lorsqu'elle repart avec ses amis dans le Monde des Ruines. Lorsque le joueur parle à Terra dans l'aéronef de Setzer afin de changer les membres de l'équipe, elle dit : "Général Leo, je pense que je comprends ce que vous essayiez de dire…".

### Cid
Cid est le responsable du centre de recherches Magitech. C'est lui qui a inoculé des pouvoirs magiques à Celes pendant son enfance. Il existe un lien spécial entre lui et Celes ; ils se considèrent l'un l'autre comme une famille.
Lorsque Gestahl fait semblant de déclarer la fin de la guerre pour amadouer les héros, Cid semble vouloir honnêtement cesser les hostilités après s'être rendu compte du mal qu'il a fait aux chimères.
Cid apparaît au début du Monde des Ruines. Celes se réveille en sa présence, dans une petite cabane. Lors de la dislocation du monde, ils se sont retrouvés sur une petite île avec d'autres personnes, mais Cid et Celes sont les seuls survivants. Celes a été dans le coma pendant un an et Cid a craint qu'elle ne se réveille jamais.
Après ces explications, Cid montre des signes de maladie. Celes doit se rendre sur la plage de la petite île pour pêcher de quoi le nourrir. Si elle échoue, Cid meurt et lui laisse une lettre expliquant qu'il a construit un radeau pendant l'année passée pour quitter l'île solitaire. Si elle le nourrit convenablement, Cid guérit, lui donne le radeau et passe le reste du jeu dans la cabane.

### Banon
Banon est le chef des Returners, le mouvement clandestin qui lutte contre l'Empire et protège les Espers. Il est jouable pendant une brève partie du jeu, quand Terra, Edgar et Sabin doivent l'escorter jusqu'à Narshe où l'Empire s'apprête à attaquer. Dans la version japonaise du jeu, sa classe de personnage est appelée « Prêtre ». En combat, la capacité spéciale de Banon est Health, qui redonne de la santé à toute l'équipe.

### Orthros
Orthros est un poulpe. Très imbu de lui-même et sournois, c'est un boss auquel les héros doivent faire face quatre fois dans le Monde de la Balance. Ils le rencontrent d'abord à la rivière Lethe, alors que Terra, Edgar et Sabin doivent escorter Banon. Orthros les attaque et il est la cause de la séparation de Sabin du reste du groupe. Néanmoins, il est battu, et il décide de se venger en sabotant la représentation d'opéra. Il tente de lancer un poids lourd sur Celes, mais les autres héros l'arrêtent à temps. Il réapparaît alors que Terra, Locke et Strago cherchent les Espers près de Thamasa. Relm intervient et les aide à se débarrasser du poulpe. Enfin, Orthros attaque les héros une dernière fois alors qu'ils s'apprêtent à gagner le Continent Flottant pour arrêter Gestahl et Kefka. Il est cette fois accompagné d'un ami, Chupon.
Dans le Monde des Ruines, Orthros est réceptionniste au Colisée et raille les héros, mais cesse de s'en prendre à eux.